# Mbarara University of Science and Technology
De Mbarara University of Science and Technology (MUST) (Universiteit voor Wetenschap en Technologie Mbarara) is een publieke universiteit in de Oegandese stad Mbarara.
De universiteit is in 1989 opgericht. Er werd toen begonnen met de faculteit geneeskunde op het terrein van het ziekenhuis en de school voor verloskunde in Mbarara. Vervolgens werd de universiteit uitgebreid met andere faculteiten. De universiteit heeft een campus gebouwd in Kihumuro, zo'n 7 kilometer ten westen van het centrum van Mbarara.

## Faculteiten en instituten
De universiteit bestaat uit de volgende onderdelen:
- Faculteit geneeskunde
- Faculteit natuurwetenschappen
- Faculteit toegepaste wetenschappen en technologie
- Faculteit informatica
- Faculteit bedrijfskunde
- Faculteit interdisciplinaire studies
- Instituut voor tropische bosbescherming
- Instituut voor moeder- en kindzorg